# Faubourg Saint-Antoine
O Faubourg Saint-Antoine é um dos antigos faubourgs de Paris. 
Essa aglomeração ficava próxima à Abadia Saint-Antoine-des-Champs e desenvolveu-se sob a proteção de suas abadessas.
Deu seu nome à Rua do Faubourg-Saint-Antoine.
A história do Faubourg Saint-Antoine confunde-se bastante com a de sua artéria central, a Rue du Faubourg-Saint-Antoine.
Constitui hoje um dos numerosos Quartiers de Paris. Sua vocação para objetos de mobília permanece uma realidade : magasines de venda de móveis, oficinas de marceneiros... Encontra-se aí a sede das organizações profissionais do móvel assim como centros de formação como a École Boulle (Rua Pierre-Bourdan).